# Núi Dài

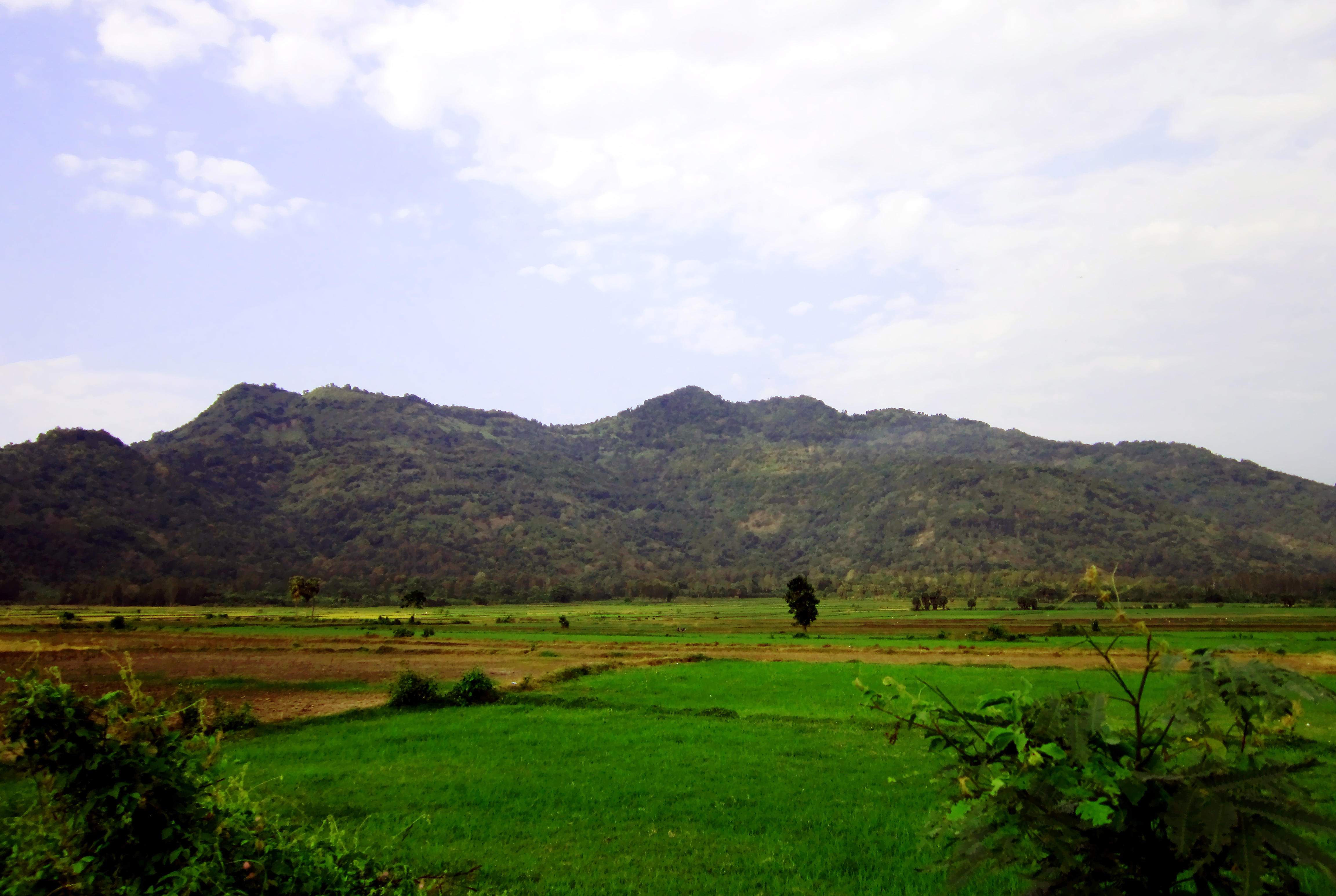
Một phần núi Dài nằm trên địa bàn của xã Châu Lăng

Núi Dài có tên chữ là Ngọa Long Sơn (núi rồng nằm) là núi dài nhất trong Bảy Núi; nay thuộc tỉnh An Giang, Việt Nam. Núi còn được gọi là Ốc Nhẫm, Ốc Dâm, Ốc Giùm.

## Đặc điểm
Núi dài khoảng 8.000 m, cao 580 m, nằm trên địa bàn của 3 xã là Châu Lăng, Lương Phi, Lê Trì và một thị trấn là Ba Chúc. Tất cả đều thuộc huyện Tri Tôn. Đây là một trái núi thuộc dạng núi dốc, được hình thành trong thời kỳ tạo sơn mãnh liệt nên núi có độ cao và có độ dốc lớn trên 25 độ và phần lớn là đá cứng với nhiều pha tạp khác nhau (đá núi lửa và đá Granitoit có tuổi Jura thượng, đá Granite có tuổi Creta).
Núi Dài còn nhiều loại gỗ quý như dầu, căm xe, lăng ổi, bời lời, quế, gõ mật, nính...và còn một số loại chim muông và thú rừng.
Tài nguyên ở núi Dài gồm: đá xây dựng, cát núi, đất sét cao-lanh (dùng làm sứ cách điện cao cấp) và nước khoáng thiên nhiên.
Đặc biệt, diatomite được phát hiện ở xã Lê Trì, nằm cách mặt đất từ 1,8 m - 2,2 m. Bề dày bình quân khoảng 1,7 m - 2 m, trữ lượng dự báo khoảng từ 800.000 đến 1.000.000 tấn. Các loại diatomite có ở đây đều lẫn sắt hoặc chất hữu cơ rất cao, nên thường có màu xám đen hoặc vàng. Do vậy, màu trắng và tính ròng của diatomite núi Dài có thể sử dụng rộng rãi trong công nghiệp lọc hoạt tính, đặc biệt là lọc bia, rượu, dầu ăn...
Đất sét bentonite cũng được tìm thấy tại xã này với trữ lượng khá lớn. Đây là một loại đất chứa nhiều khoáng montmorillonite. Nên nguyên liệu này rất thông dụng trong công nghiệp, đặc biệt dùng làm chất tẩy rửa dầu nhớt và hút nhờn và làm dung dịch trong các giếng khoan dầu nhớt...
Ngoài ra, núi Dài còn có rất nhiều nương rẫy, vườn cây ăn trái và thắng cảnh. Nhưng đặc biệt hơn cả đó là căn cứ Ô Tà Sóc, một căn cứ cách mạng trước năm 1975 đã được xếp hạng là di tích lịch sử cấp quốc gia (theo quyết định số 52/2001/ QĐ-BVHTT, ngày 28 tháng 12 năm 2001). 

## Căn cứ Ô Tà Sóc
Ô Tà Sóc có nghĩa suối ông Sóc, nằm trên điểm cao của núi Dài, thuộc ấp An Ninh, xã Lương Phi, huyện Tri Tôn, cách thị trấn Tri Tôn 11 km.
Đây là một vùng sơn lâm hiểm trở, cho nên từ năm 1962 đến năm 1967, nơi này là căn cứ của Tỉnh ủy An Giang với nhiều cơ quan trực thuộc...
Ngoài Điện Trời Gầm, nơi đặt cơ quan Tỉnh ủy, còn có Điện Huỳnh Liên, Vồ Cò, Vồ Cỏ Xã...là nơi những cứ điểm quan trọng. Đặc biệt trên đồi Ma Thiên Lãnh, có hang rộng có thể chứa hàng nghìn người.
Từ căn cứ địa này, Tỉnh ủy An Giang đã chỉ đạo quân và dân tỉnh đánh đuổi nhiều nhóm thổ phỉ và nhiều lần kháng lại các cuộc càn quét của quân đội Mỹ, quân đội Việt Nam cộng hòa...
Theo lời kể, một lần vào năm 1969, một tiểu đội tiền tiêu của Đoàn 61, chủ lực Miền, bị máy bay đối phương ném bom làm sập miệng hang. Bảy chiến sĩ bị kẹt trong hang, lúc đầu đơn vị tiếp lương thực bằng cách dùng ống tre đưa sữa, cháo loãng... Mấy ngày sau, vì đối phương càn quét liên tục, đơn vị đành phải bỏ lại các đồng đội để rút về rừng U Minh...
Đã có nhiều áng văn chương, thơ ca, nhạc cổ ca ngợi sự hy sinh ấy, như:
Núi Dài
Ngọa Long xuyên nắng
Tà Sóc ô cao – Dốc ngắn, dốc
dài
ta về thăm cứ ngày nay
đội mưa
đi theo bước dài, bước ngắn...
Đá núi
cây rừng. Tĩnh lặng
là người nặng nghĩa tình sâu
hang Ma Thiên Lãnh xướt đầu
người dũng sĩ thương vong đâu con nữa (Trích Trường ca Về nơi anh ở của Trần Thế Vinh)
Hay:
Chiều nay bên núi dốc núi
Tôi lặng lẽ cúi đầu
Thương những người chiến sĩ
Nằm lại dưới hang sâu.
Suốt một ngày bom dội
Cây rừng đổ ngổn ngang
Đất đá dồn trút xuống
Chặn lối vào cửa hang...(trích Ở lại Ô Tà Sóc, thơ Trần Quang Mùi)